# New Leipzig
New Leipzig ist eine City in Grant County, North Dakota. Der US-Census von 2020 gibt für die Ortschaft 218 Einwohner an.

## Gründungsgeschichte
Vorläufer und Namensgeber von New Leipzig ist der bessarabiendeutsche Ort Leipzig in der historischen Region Bessarabien, heute Republik Moldau und Ukraine. Zar Alexander I. hatte in einem Manifest von 1813 deutsche Kolonisten ins Land gerufen, um die neu gewonnenen, fruchtbaren Steppengebiete, die er im Russisch-Türkischen Krieg den Türken abgerungen hatte, zu kultivieren. So entstand
Leipzig ab 1814 durch die Ansiedlung deutscher Kolonisten (126 Familien). Der Ortsname leitet sich von der Völkerschlacht bei Leipzig von 1813 ab. Auf Weisung der russischen Ansiedlungsbehörde wurden viele neu gegründete Siedlungen in Bessarabien nach Orten von siegreichen Schlachten im Vaterländischen Krieg gegen Napoleon I. benannt.
Der in Leipzig geborene Daniel Sprecher wanderte 1885 über Hamburg in die Vereinigten Staaten aus. Er ließ sich zunächst in Dakota nieder, verzog aber 1893 nach Nord-Dakota. Als sich an seiner Siedlungsstelle auch andere deutsche Aussiedlerfamilien niederließen, wurde die Ansiedlung 1895 nach seinem bessarabischen Geburtsort Leipzig benannt. Als 1910 die Nordpazifische Eisenbahn 11 Meilen südwestlich von Leipzig entstand, zogen die Siedler im Juli um und gründeten die noch heute bestehende Stadt New Leipzig.
Im April 1905 gründeten deutsche Siedler im kanadischen Saskatchewan die Kolonie St. Joseph’s (Josephstal). Darunter war auch eine Siedlung namens Leipzig. Ob der Name der Siedlung in Zusammenhang mit der relativ nahegelegenen Colony of Leipzig in North Dakota steht, ist unbekannt. Leipzig, Saskatchewan verlor aufgrund zu weniger Einwohner am 1. Februar 1984 den Status eines Dorfes.

## Bauwerke
- Trinity Lutheran Church, im National Register of Historic Places als historisches Denkmal aufgenommen.[2]

## Stadtstatistik
Die Daten beziehen sich auf die Volkszählung aus dem Jahr 2000.
- Einwohner: 274 (272 bzw. 99,27 % Weiße, 2 bzw. 0,73 % Ureinwohner)
- Haushalte: 131
- Familien: 78
- Bevölkerungsdichte: 118,9 Personen/km² (206,4 Personen/mi²)
- Gebäude: 164
- Bebauungsdichte: 71,1 Häuser/km² (183,4 Häuser/mi²)
- Bewohner: 99,27
- Familienstand (131 Haushalte):
  - 28 Haushalte bzw. 21,4 % haben Kinder unter 18 Jahren, welche bei den Eltern wohnen
  - In 72 bzw. 55 % lebten Ehepaare
  - In 4 bzw. 3,1 % lebten ledige Frauen
  - 27,5 % ledig und älter als 65
- Durchschnittliche Bewohner pro Haus: 2,09
- Durchschnittliche Personen pro Familie: 2,76
- Altersaufteilung:
  - 20,1 % unter 18
  - 4,4 % zwischen 18 und 24
  - 19,3 % zwischen 25 und 44
  - 24,1 % zwischen 45 und 64
  - 32,1 % 65 und älter
- Durchschnittsalter: 49 Jahre
- Geschlechtsverteilung:
  - Gesamt: auf 100 Frauen kommen 91,6 Männer
  - 18 und älter: auf 100 Frauen kommen 79,5 Männer
- Durchschnittliches Jahreseinkommen:
  - Haushalt: 30.521 US-Dollar
  - Familie: 35.833 US-Dollar
  - Männer: 32.000 US-Dollar
  - Frauen: 17.917 US-Dollar
  - Pro-Kopf-Einkommen: 16.231 US-Dollar
- Unter der Armutsgrenze lebend:
  - Bewohner: 8,1 %
  - Familien: 2,5 %
  - Von den unter 18-Jährigen: 9,4 %
  - Von den über 65-Jährigen: 13,6 %